# A kysz!
A kysz! – debiutancki album Darii Zawiałow wydany w 2017 roku.
Album dotarł do 7 miejsca listy OLiS i osiągnął status platynowej płyty sprzedając się w nakładzie ponad 30 tys. egzemplarzy.
Płytę promowały cztery single: „Malinowy chruśniak”, „Kundel bury”, „Miłostki” oraz „Lwy”.
6 października Zawiałow wydała rozszerzoną wersję debiutanckiego albumu, do którego dodane zostały utwory nagrane z Piotrem Roguckim, Gabą Kulką i Belą Komoszyńską, a także singel „Na skróty”. 
Z racji wersji podstawowej i deluxe album ma dwie różne okładki. Na obu Daria Zawiałow występuje w czarnym kapeluszu, który pojawił się także na okładkach singli takich jak „Lwy”, „Kundel bury” czy „Na skróty”. W wersji podstawowej albumu Daria jest na leśnym tle, a w deluxe na białym tle.
Album został nagrodzony Fryderykiem 2018 w kategorii Album Roku - Alternatywa.

## Lista utworów
| Nr  | Tytuł utworu            | Długość |
| --- | ----------------------- | ------- |
| 1.  | „Malinowy chruśniak”    | 4:17    |
| 2.  | „Kundel bury”           | 3:22    |
| 3.  | „Skupienie”             | 4:13    |
| 4.  | „Miłostki”              | 3:24    |
| 5.  | „Lwy”                   | 3:37    |
| 6.  | „Chameleon”             | 3:22    |
| 7.  | „Nie wiem gdzie jestem” | 4:11    |
| 8.  | „Król Lul”              | 4:16    |
| 9.  | „Pistolet”              | 3:49    |
| 10. | „Noce ukryte”           | 3:16    |
| 11. | „Niemoc”                | 3:20    |
|     |                         | 41:07   |

## Pozycja na liście sprzedaży
| Kraj   | Lista (2017)              | Najwyższa pozycja |
| ------ | ------------------------- | ----------------- |
| Polska | Oficjalna Lista Sprzedaży | 7                 |

## Certyfikat
| Kraj          | Certyfikat      | Sprzedaż |
| ------------- | --------------- | -------- |
| Polska (ZPAV) | platynowa płyta | 30 000+  |